# Lunow-Stolzenhagen
Lunow-Stolzenhagen – gmina w Niemczech, w kraju związkowym Brandenburgia, w powiecie Barnim, wchodzi w skład Związku Gmin Britz-Chorin-Oderberg.